# Hacks
Hacks is een Amerikaanse comedyserie van HBO Max, ontwikkeld door Lucia Aniello, Paul W. Downs en Jen Statsky. 

## Verhaal
Hacks onderzoekt een duister mentorschap dat ontstaat tussen Deborah Vance (Jean Smart), een legendarische komiek uit Las Vegas, en een 25-jarige verschoppeling (Hannah Einbinder).

## Rolverdeling
| Acteur               | Personage     |
| -------------------- | ------------- |
| Jean Smart           | Deborah Vance |
| Hannah Einbinder     | Ava           |
| Carl Clemons-Hopkins | Marcus        |
| Paul W. Downs        | Jimmy LuSaque |
| Megan Stalter        | Kayla         |